# Salvatierra de Esca
Salvatierra de Esca là một đô thị ở tỉnh Zaragoza, Aragon, Tây Ban Nha. Theo điều tra dân số 2004 của Viện thống kê Tây Ban Nha (INE), đô thị này có dân số là 269 người. Diện tích đô thị này là 81 ki-lô-mét vuông.Đô thị này nằm ở độ cao 586 m trên mực nước biển.